# Dryburgh Suspension Bridge
Dryburgh Suspension Bridge je visutý most u kláštera v blízkosti skotského města Dryburgh.
První most, který stál u Dryburgh Abbey byl postaven v roce 1817. Tato železná lávka byla druhým zkonstruovaným zavěšeným mostem v dějinách (první byl King 's Meadows Bridge). Výstavba mostu byla zahájena 13. dubna 1817 a dokončena dne 1. srpna téhož roku. Během existence lávky bylo hlavní 79 m dlouhé rozpětí nejdelším mostním rozpětím v Evropě. Lávka byla během prudkých větrů 15. ledna 1818 zničena.
Ještě téhož roku byla na jeho místě postavena nová stejně dlouhá visutá řetězová lávka. Byla 1,3 m široká.